# Jason Spisak
Jason Spisak (Wilkes-Barre, Pensilvania, 29 de agosto de 1973) es un actor de doblaje, productor y miembro fundador de Blackchalk Productions. También es el colíder del proyecto Symphony OS y el diseñador del entorno único Mezzo Desktop. También escribió las Leyes del Diseño de Interfaces, al que el proyecto intenta adherirse en sus diseños. Previamente fue el cofundador de Lycoris.

## Filmografía

### Animación
- Avengers Assemble - Justin Hammer, Speed Demon
- Ben 10 - Gatorboy (Episodio: "Ready to Rumble")
- Linterna verde: La Serie Animada - Razer, Veon
- Guardianes de la Galaxia - Gran maestro[1]
- Lego Scooby-Doo: Terror de Tiempo del caballero - Kyle[2]
- Cohete Power - Pi Pistón, Sputz Ringley, Voces Adicionales
- Niño ardilla - Oscar, Voces adicionales
- Star Wars: La guerra de los clones - Lux Bonteri
- The Buzz on Maggie - Voces adicionales
- Las sombrías aventuras de Billy y Mandy - Hobbre lobo/Duende (Episodio: "Home of the Ancients")
- Las chicas superpoderosas - Silico
- Young Justice - Wally West/Chico Flash, voces adicionales
- Arcane - Silco

### Películas
- 50 First Dates - Asistente a la boda (no acreditado)
- Aventuras de la Liga de la Justicia: Atrapados en el Tiempo - El Centellear, Taxista
- Piranha 3-D (2010) - Diputado Taylor
- Lapso de tiempo (2014) - Ivan
- Batman: Bad Blood (2016) - Noah Kuttler/Calculadora, Polilla Asesina
- Lego #DC Cómics Super Héroes: Justice Liga: Enfrentamiento Cósmico (2016) - Miedo de Capitán
- Lego #DC Cómics Super Héroes: Justice Liga: Gotham Ciudad Breakout (2016) - Joker, Grungle[3]

### Videojuegos
- SOCOM 2: U.S. Navy SEALs (2003) - Jester
- SOCOM 3: U.S. Navy SEALs (2005) - Jester
- SOCOM U.S. Navy SEALs: Combined Assault (2006) - Jester (Able/Alpha 2)
- SOCOM: U.S. Navy SEALs Confrontation (2008) - Navy SEAL 1
- Batman: El Telltale Serie (2016) - Oswald "Oz" Cobblepot
- Cabela Peligroso Caza 2011 (2010) - Adrian Rainsford[4]
- Muerto Aumentando (2006) - Jack Sala, Voces Adicionales
- Dissidia Fantasía final (2009) - Bartz Klauser
- Dissidia 012 Fantasía Final (2011) - Bartz Klauser
- Fallout: New Vegas (2010) - Vulpes Inculta
- Tipo de Fantasía final-0 HD (2015) - Izana Kunagiri
- Lego Jurassic Mundo (2015) - Voces adicionales
- Regresos de relámpago: Fantasía Final XIII (2014) - Voces adicionales[5]
- Max loco (2015) - Chumbucket[6]
- Mafia II - Marty (2010)
- Medio-tierra: Sombra de Mordor (2014) - Orcos
- Mighty No. 9 (2016) - el #dr. Blanco[7]
- Rogue Galaxy (2007) - Semillas
- The Crew - Shiv
- Uncharted: Abismo dorado - Jason Dante
- Valkyria Crónicas II (2010) - Avan Hardins
- Xenosaga Episodio II: Jenseits von Tripa und Böse (2004) - Wilhelm, Martillo, Richard
- Xenosaga Episodio III: También sprach Zarathustra (2006) - Wilhelm, Martillo, Richard
- Young Justice: Legado (2013) - Wally el niño/Del oeste Centellea, Chico de Bestia, Riddler